# Saig
El saig antigament era un funcionari de les corts o cúries baronials i reials que s'encarregava d'executar les resolucions judicials, de fer les citacions, d'encalçar els delinqüents i d'executar les penes.
A Mallorca era l'encarregat de fer les citacions, les crides i altres manifestacions de l'autoritat municipal.
A la ciutat de Barcelona i a Mallorca era anomenat capdeguaita.

## Etimologia i evolució del mot
El terme «saig» prové del gòtic sagjis, amb el mateix significat, el qual, al seu torn, deriva del germànic sagjan, que significa 'dir', 'notificar', 'intimar'. El terme «Saió» té el mateix origen etimològic.
Fruit de la pèrdua de les institucions pròpies de les terres de parla catalana, substituïdes per les de Castella o França, el terme va quedar fora d'ús (excepte al Principat d'Andorra) i, per tant, com a mot antic. No obstant, a Mallorca, el terme s'ha mantingut present, per a designar el "nunci" de la vila, o l'"agutzil municipal".